# Adetus sordidus
Adetus sordidus là một loài bọ cánh cứng trong họ Cerambycidae.